# Síndrome de Alice no País das Maravilhas
Síndrome de Alice no País das Maravilhas, também conhecida como Síndrome de Todd, é uma doença que provoca alucinações, causando distorções ao nível da percepção visual da vítima, fazendo, por exemplo, com que alguns objetos próximos pareçam desproporcionalmente pequenos, as horas parecerem passar muito devagar, assim como ocorre com experiências influenciadas pela droga LSD. As vítimas da síndrome também veem distorções no próprio corpo, acreditando que este está mudando de forma ou de tamanho. Está frequentemente associada com tumores cerebrais, uso de drogas psicoativas (incluindo cogumelos alucinógenos; LSD) e, principalmente, com enxaqueca. Seja qual for a causa, as distorções podem ocorrer várias vezes ao dia e podem durar de minutos a semanas.
A Síndrome de Todd foi descrita em 1955 pelo psiquiatra inglês John Todd que, leitor e fã de Lewis Carroll, propôs que a chamassem de Síndrome de Alice no País das Maravilhas.